# Thác Mu
Thác Mu là thác trên suối Mu tại vùng đất xã Tự Do huyện Lạc Sơn tỉnh Hòa Bình, Việt Nam.

## Vị trí
Thác Mu trên suối Mu ở xóm Mu xã Tự Do huyện Lạc Sơn, trong Khu bảo tồn thiên nhiên Ngọc Sơn - Ngổ Luông.
Suối Mu là một suối nhỏ trong lưu vực sông Bưởi. Suối bắt nguồn từ vùng núi núi đất lẫn đá vôi có độ cao trên 1.000 m. Suối đổ vào con sông có nhiều tên địa phương khác nhau như suối Sát, sông Ngang, là phụ lưu của sông Bưởi.
Thác cách thị trấn Vụ Bản 20°27′52″B 105°26′39″Đ / 20,464534°B 105,444212°Đ cỡ 10 km đường thẳng hướng tây nam, và cách trung tâm TP. Hà Nội khoảng 140 km.
Đường đến thác bắt đầu từ đường Hồ Chí Minh tại xã Thạch Lâm 20°20′00″B 105°31′07″Đ / 20,333335°B 105,518705°Đ huyện Thạch Thành, đi đường liên xã lên xã Tự Do ở hướng tây bắc, cỡ gần 20 km đến trung tâm hành chính xã Tự Do. Từ trung tâm xã đi hướng đông bắc cỡ 1 km đường miền núi.
Thác Mu được đưa tin là "10 thác nước của Việt Nam được báo nước ngoài Culture Trip giới thiệu"
Gần Thác Mu là đèo Hang Lòn trên đường vượt núi sang xã Lương Nội huyện Bá Thước tỉnh Thanh Hóa.20°23′29″B 105°21′30″Đ / 20,391427°B 105,358342°Đ